# وين إيفرت
وين إيفرت (بالإنجليزية: Wynn Everett)‏ هي ممثلة أمريكية، ولدت في 26 أكتوبر 1978 في أتلانتا في الولايات المتحدة.

## وصلات خارجية
- وين إيفرت على موقع IMDb (الإنجليزية)
- وين إيفرت على موقع قاعدة بيانات الفيلم (الإنجليزية)